# Гюттлер, Людвиг
Лю́двиг Гю́ттлер (нем. Ludwig Güttler; род. 13 июня 1943, Зоза) ― немецкий трубач, исполнитель на корно да качча и дирижёр, музыкальный и общественный деятель, инициатор реставрации разрушенной во время бомбардировок Дрездена церкви Фрауэнкирхе, кавалер Ордена «За заслуги перед Федеративной Республикой Германия», офицер Ордена Британской Империи лауреат Национальной премии ГДР. Сын Людвига Гюттлера — дирижёр Михаэль Гюттлер.

## Награды и звания
- Награда Немецкой академии звукозаписи (1983)
- Франкфуртский музыкальный приз за выдающиеся профессиональные достижения (1989)
- Первая национальная премия благотворительного общества «Deutsche Nationalstiftung» (1997)
- Приз Клауса Бренделя за популяризацию произведений Иоганна Адольфа Хассе (2000)
- Champagne-Preis за жизнерадостность (2004)
- Приз ассоциации налогоплательщиков Саксонии (2006)
- Офицер Ордена «За заслуги перед Федеративной Республикой Германия» (2007)
- Офицер Ордена Британской Империи (2007)
- Золотой Почётный знак отличия «За заслуги перед землёй Нижняя Австрия» (2015)[1]